# EDRAM
L’eDRAM (ou embedded Dynamic Random Access Memory) (DRAM embarquée en français) est une mémoire de type DRAM intégrée sur le même circuit qu'un ASIC (Application-specific integrated circuit ou en français circuit intégré à application spécifique), un MCM ou un processeur. Cette mémoire diffère de la mémoire DRAM standard où seule la fonction mémoire est présente sur la puce. Le coût par bit d'une telle mémoire est plus grand que le coût de la mémoire DRAM standard mais, dans plusieurs applications, les avantages de placer la mémoire sur le même circuit que le processeur compensent les coûts additionnels.

## Caractéristiques
Le placement de la mémoire sur le même circuit que l'ASIC ou le processeur permet d'utiliser un bus beaucoup plus large et permet des vitesses de fonctionnement plus grandes. Aussi, à cause de la plus grande densité de la mémoire eDRAM comparativement à la mémoire SRAM, la mémoire eDRAM permet une plus grande quantité de mémoire par unité de surface. La mémoire eDRAM requiert plus d'étapes de fabrication que la mémoire SRAM, ce qui en augmente le coût. Par contre, le gain d'espace, qui est de l'ordre d'un facteur de 3, compense les coûts de fabrication lorsqu'une grande quantité de mémoire est utilisée.
La mémoire eDRAM, comme toutes les mémoires DRAM, a besoin d'être rafraîchie périodiquement, ce qui augmente la complexité des circuits qui l'entourent. Par contre, si le contrôleur de réécriture est embarqué sur le même circuit que la mémoire eDRAM, le reste du circuit ASIC ou du circuit processeur peut traiter la mémoire eDRAM comme une simple mémoire SRAM comme dans le cas de la mémoire 1T-SRAM.

## Utilisation
La mémoire eDRAM est utilisée dans les processeurs POWER7 d'IBM en tant que cache L3,, le processeur Haswell d'Intel avec le processeur Graphics GT3e, dans plusieurs consoles de jeux (incluant la PlayStation 2 de Sony, la PlayStation Portable de Sony, la GameCube de Nintendo, la Wii de Nintendo, la Wii U de Nintendo et la Xbox 360 de Microsoft) et dans d'autres équipements (incluant l'iPhone d'Apple et la Zune HD de Microsoft).